# Сааев, Изнаур Абдуллаевич
Изнаур Абдуллаевич Сааев (род. 8 мая 2001) — российский дзюдоист, чемпион и призёр чемпионатов России, победитель VIII летней Спартакиады учащихся России 2017 года, чемпион России среди юношей 2017 года, победитель этапов Кубка Европы среди кадетов 2018 года, серебряный призёр этапа Кубка Европы 2021 года среди взрослых в Оренбурге, чемпион Европы среди кадетов 2018 года (Сараево), бронзовый призёр чемпионата России 2022 года, мастер спорта России. Выступает в суперлёгкой весовой категории (до 60 кг). Воспитанник клуба «Эдельвейс». Чеченец.

## Чемпионаты по дзюдо
- Чемпионат России по дзюдо 2022 — ;
- Чемпионат России по дзюдо 2023 — ;